# Giovanni Lugaresi
Giovanni Lugaresi (Ravenna, 22 aprile 1941) è un giornalista e saggista italiano.

## Biografia
Giovanni Lugaresi è giornalista professionista e saggista. È considerato uno dei principali studiosi dell'opera letteraria di Giovannino Guareschi, di cui ha curato e prefato alcune opere postume e la raccolta omnia per la casa editrice Rizzoli.
Dal 1990 al 2009, Lugaresi ha ricoperto la carica di presidente del Club dei Ventitré di Roncole Verdi, l'associazione culturale che si occupa della diffusione dell'opera di Giovannino Guareschi. Attualmente ne è presidente onorario.
Nel corso della sua carriera si è occupato in qualità di critico letterario anche di Giuseppe Prezzolini e di Marino Moretti, curando, insieme a Clelia Martingoni, la pubblicazione di alcune liriche inedite del poeta di Cesenatico nell'Almanacco dello Specchio per Mondadori.
Ha collaborato con diversi quotidiani, tra questi: l'Osservatore Romano, La Voce di Romagna, la Gazzetta di Parma, e Il Gazzettino, sulle cui pagine Lugaresi ha scritto dal 1966 al 2001. Ha diretto il settimanale cattolico Il Romagnolo.

## Premi
- 1991 - Premio Guidarello.
- 2001 - Premio A.N.A - Giornalista dell'anno.[10]

## Opere
- Filippo Tommaso Marinetti et al., Lettere ruggenti a F. Balilla Pratella, a cura di Giovanni Lugaresi, con un chiarimento di Giuseppe Prezzolini, Milano, Quaderni dell'osservatore, 1969.
- Giovanni Lugaresi, I novant'anni di Marino Moretti, Ravenna, Stear, 1975.
- Giovanni Lugaresi, Il Passatore e altri briganti, Ravenna, Stear, 1975.
- Giovanni Lugaresi, Ricordo di F. Balilla Pratella vent'anni dopo, Ravenna, Stear, 1975.
- Giovanni Lugaresi, Trebbo poetico vent'anni dopo : (1956-1976), Ravenna, F.lli Grotti, 1975.
- Giovanni Lugaresi, Una giovane romagnola grande amore di Mascagni, Ravenna, Camera di commercio, 1976.
- Giovanni Lugaresi, Ricordando Fusconi, il custode di Dante, Ravenna, Camera di commercio, 1976.
- Giovanni Lugaresi, Vent'anni fa il "Trebbo poetico", Ravenna, Camera di commercio, 1976.
- Giovanni Lugaresi, Le lampade e la luce : Guareschi, fede e umanita, Milano, Rizzoli, 1996.
- Giovanni Lugaresi, La lezione di Prezzolini : l'italiano inutile e altri personaggi, Vicenza, Neri Pozza, 1998.
- Giovanni Lugaresi, Anarchico il pensier... : fra libertari, preti, alpini e maestri, Vicenza, Neri Pozza, 2000.
- Giovanni Lugaresi, Alpini di pace : mezzo secolo sul fronte della solidarietà, Prato, Il Prato, 2002.
- Giovanni Lugaresi, Il cammino della cultura, foto di Federico Meneghetti, Padova, Italia turistica, 2003.
- Giovanni Lugaresi, Tornare a Nikolajewka : uomini e fatti di guerra e di prigionia, Parma, Monte Università Parma, 2005.
- Giovanni Lugaresi, Guareschi : fede e libertà, Parma, Monte Università Parma, 2010.
- Giovanni Lugaresi, Con Don Lolli nella vigna del Signore : cent'anni dopo, rivivono le figure femminili più belle dell'Opera di Santa Teresa, Camerata Picena, Shalom, 2011.